# 鎮海將軍廟 (北門區)
23°15′37″N 120°06′21″E / 23.260145°N 120.105827°E
鎮海將軍廟，是位於臺灣台南市北門區永華里井仔腳瓦盤鹽田的廟宇，以母豬為祭拜對象。

## 歷史
昔日北門有一條稱為「豬屠溝」的通海大排，所有豬隻都聚集此地屠宰。相傳在二十世紀初左右，有一頭懷孕母豬因「不殺豬母」習俗，得以逃到井仔腳，並在該地的豬舍屋頂偷食豬料，遂被村民圈圍驅趕、毆打，奔逃時意外落海溺斃。另一說死因是被庄民宰殺食用。母豬與豬胎陰魂作祟，當地發生潰堤。後由庄內大廟興安宮的紀府王爺收服，於井仔腳瓦盤鹽田立廟祭祀。廟約四坪大，由興安宮維護管理。母豬被喚為「豬母娘娘」、「鎮海大將軍」、「大聖爺」等稱呼。
2011年報導時，耆老推測此廟應有上百年歷史。
2008年，廟中已經有十多年歷史、30公分高的鎮海大將軍神像被竊，鄉民猜測可能與信徒簽六合彩有關，TVBS記者則懷疑被豬農請走。興安宮總幹事洪鈺璋說：「因為紀府千歲認為豬母娘娘失職，不同意再立神像。」興安宮主委洪鶴年則表示紀府千歲降示三年後再裝新神像。
2011年，興安宮廟方仿原神像樣貌重塑神像，在5月1日開光入火。

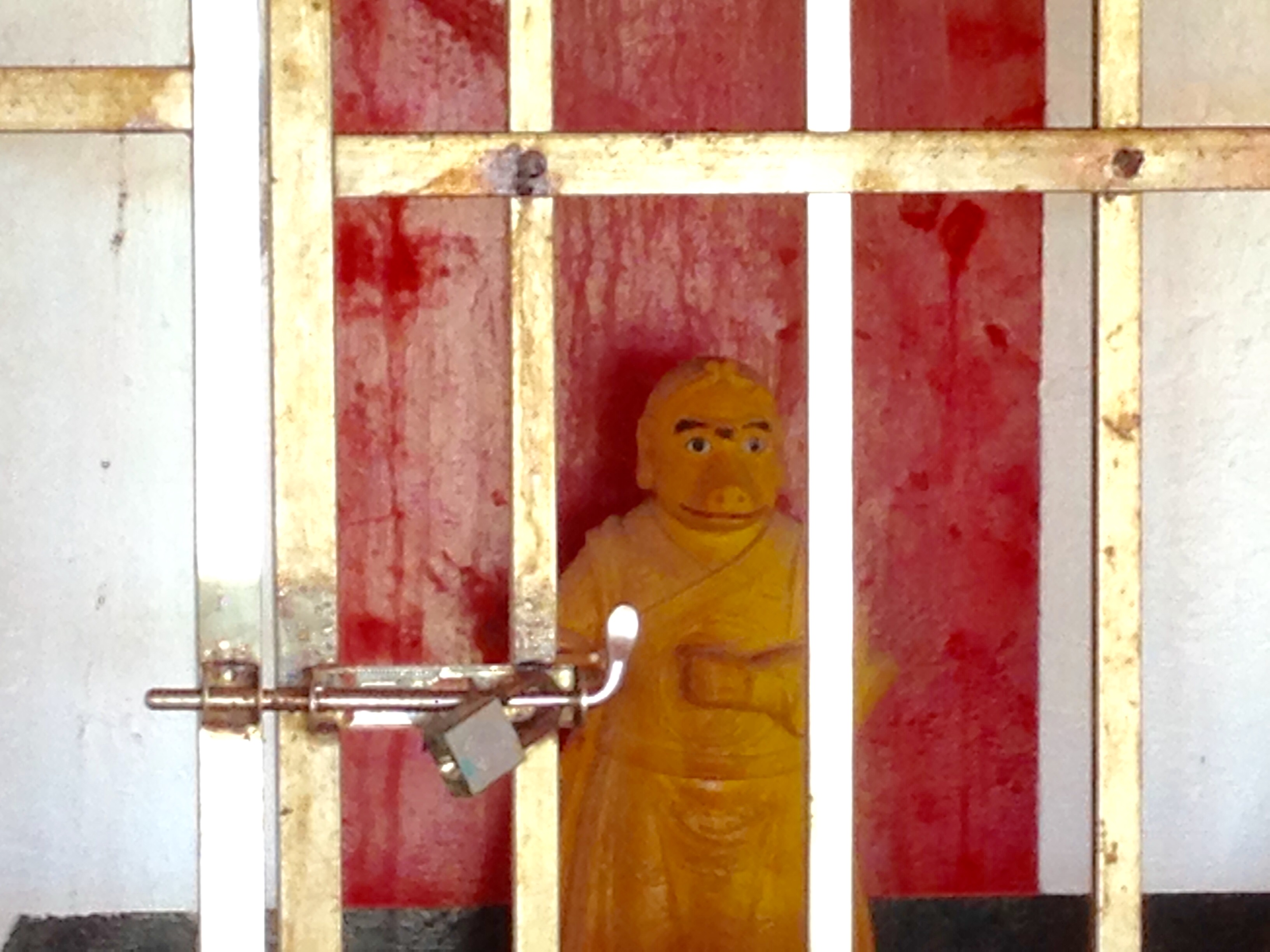
鎮海將軍神像，為豬臉人身，頭上仿孫悟空戴有緊箍咒環。

## 祭祀
聖誕為農曆3月29日，釣客、蚵農最常來此祭拜；也有賭客求明牌。神像旁擺有小鏡子，供祂梳妝打扮。祭拜品為地瓜葉、水果，唯一忌諱的是豬肉。

## 其他
在臺南西南沿海一帶以「鎮海將軍」、「鎮海元帥」之名奉祀的小祠不少，屬於祭拜水流屍的孤魂信仰。
除了台南豬母娘娘外，台灣其他地方也有豬母靈魂的故事流傳，例如嘉義東石的豬娘娘廟也有祭拜冤死的母豬靈魂。